# 老三篇

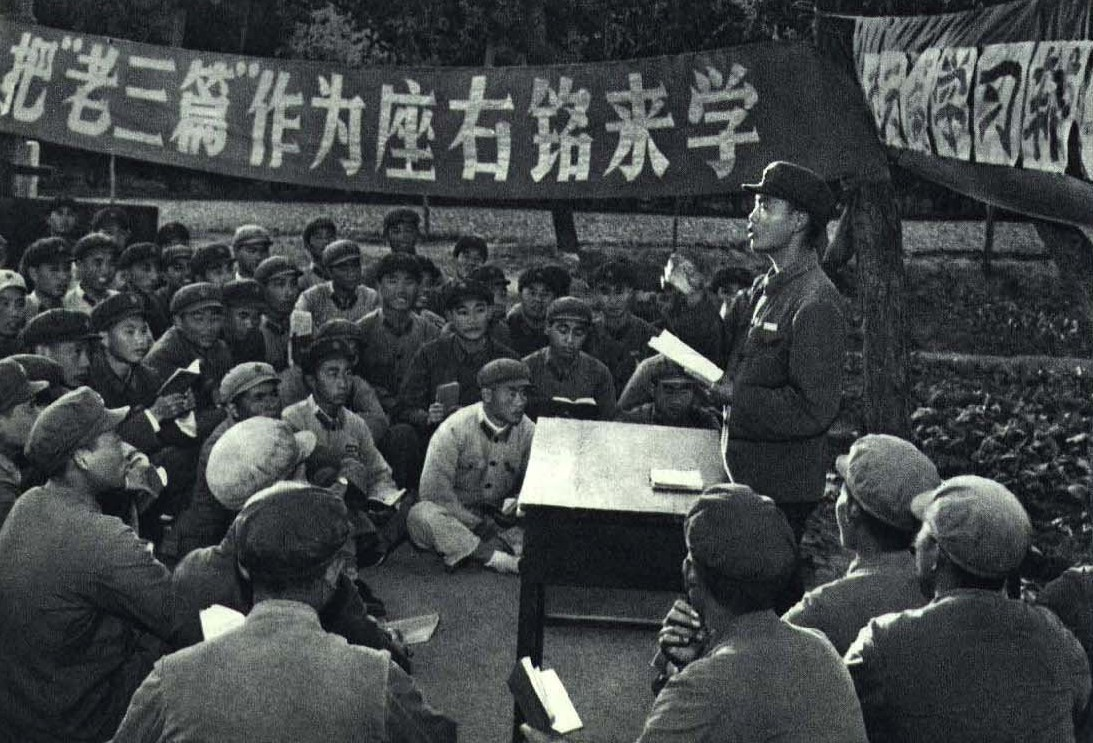
1967年，南京部队学习老三篇

老三篇是指毛泽东在中华人民共和国成立前发表的《为人民服务》（1944年9月8日）、《纪念白求恩》（1939年12月21日）、《愚公移山》（1945年6月11日）三篇短文，主要阐述了中国共产党“为人民服务”、“毫不利己，专门利人”、“艰苦奋斗”的理念，其名称由林彪最早使用。文化大革命初期，中国大陆各年级只学习《毛主席语录》和“老三篇”，并要求背诵。
“老三篇”有时也与毛泽东的另外两篇文章《关于纠正党内的错误思想》和《反对自由主义》合称为“老五篇”。